# Mats Lindau
Mats Lindau, švedski rokometaš, * 6. oktober 1958.
Leta 1984 je na poletnih olimpijskih igrah v Los Angelesu v sestavi švedske rokometne reprezentance osvojil 5. mesto.